# اشتباكات محافظة إدلب (يناير–مارس 2017)
اشتباكات محافظة إدلب (2017) هي مواجهات عسكرية بين فصائل المعارضة السورية بقيادة أحرار الشام وحلفائها من جانب و‌جبهة فتح الشام المرتبطة بالقاعدة وحلفائها من جهة أخرى. وقد نشبت المعارك في محافظة إدلب والريف الغربي لمحافظة حلب.

## خلفية
في أكتوبر 2016، اندلعت اشتباكات كبيرة بين أحرار الشام و‌جند الأقصى في محافظة إدلب. وأدى ذلك إلى مبايعة أغلب جند الأقصى لجبهة فتح الشام في 13 أكتوبر 2016. واستمرت الاشتباكات المتفرقة خلال الأشهر القليلة القادمة.
تعد إحدى الجماعات المعارضة المشاركة في النزاع، جيش المجاهدين، طرفًا في محادثات السلام في أستانا، كازاخستان. ويشارك أيضًا ممثلون عن جيش الإسلام و‌فيلق الشام، إلى جانب 13 فصيلا آخر. ومن ناحية أخرى، رفضت أحرار الشام المشاركة في أستانا بسبب علاقاتها مع جفش. وبدأت المفاوضات بين ممثلي الحكومة والمعارضة السوريتين في 23 يناير.

## الاشتباكات
في 20 يناير 2017، شنت جبهة فتح الشام عدة هجمات منسقة ضد مقر أحرار الشام ومواقعها في شمالي محافظة إدلب، قرب معبر باب الهوى الحدودي. بالإضافة إلى ذلك، هاجمت فتح الشام النقاط الأمامية لأحرار الشام في دركوش و‌جسر الشغور. وفي نفس اليوم، أغار جند الأقصى على سجن لأحرار الشام في جبل الزاوية وأطلق سراح 13 من سجناءه. في غضون ذلك، في نفس المنطقة، هاجمت فتح الشام لواء صقور الجبل التابع لجيش إدلب الحر وأسرت قائد واستولت على معداته.
في 23 يناير، أعلنت جبهة فتح الشام أنها طردت جند الأقصى من صفوفها. واستمرت الاشتباكات بعد ذلك. استولى مقاتلي جفش، بدعم من حركة نور الدين الزنكي، على مقر جيش المجاهدين في غرب حلب. كما شرعوا في مهاجمة الجبهة الشامية في حريتان. في إدلب، صدت الفرقة 13 التابعة لجيش إدلب الحر تقدمًا لجفش نحو معرة النعمان.
بحلول 24 يناير، التحق جيش المجاهدين بأحرار الشام بعد هزيمته على يد جفش. ثم نشرت أحرار الشام عدة قوافل عسكرية بريف إدلب وغربي حلب بغية ردع هجمات جفش. وفي الوقت نفسه صد فيلق الشام هجومًا لجفش على مقر جيش المجاهدين في ريف إدلب.
في 25 يناير، سيطر مسلحي فتح الشام على سجن إدلب المركزي من ألوية صقور الشام.
في 26 يناير، سيطر المسلحون الموالون لجبهة فتح الشام على بلدة حلفايا الاستراتيجية من قوات المعارضة المحاربة لها.